# Huevo del reloj de Yusupov
El huevo del reloj de Yusupov (también conocido como el huevo de Yusúpov) es un huevo de Pascua de joyería hecho por Carl Fabergé para la familia Yusúpov. Fue creado en 1907 por orden del príncipe Félix Yusúpov, quien se lo dio a su esposa Zinaída Nikolaévna como regalo para Pascua de 1907 y en honor a su vigésimo quinto aniversario de boda. Se conserva en la Fundación Edouard y Maurice Sandoz, Suiza.

## Descripción
Está hecho en forma de reloj de mesa, en estilo Luis XVI, de oro amarillo y rojo, diamantes, esmeraldas, perlas, rubíes, ónix blanco, carmesí transparente, rosa y esmalte blanco opaco. La esfera giratoria está recubierta de esmalte blanco, los números romanos están decorados con diamantes. El huevo de joyería descansa sobre tres pilastras, cuyas bases están hechas en forma de patas de león. Una guirnalda dorada rodea el huevo de Pascua y contiene tres medallones ovalados. Se cree que antes en los medallones había miniaturas que representaban al Príncipe Félix Yusupov y sus hijos: Nikolás y Félix. Ahora, en los medallones, en lugar de las miniaturas, se pueden encontrar las letras doradas M, Y y S enmarcadas por pequeños diamantes: las iniciales del último propietario, Maurice Sandoz.

## Sorpresa
Dado que este huevo es un mecanismo de relojería, no contiene ninguna sorpresa.

## Propietarios
Fue presentado por el Príncipe Felix Yusupov a su esposa Zinaida en honor al vigésimo quinto aniversario de bodas. Probablemente fue vendido por funcionarios rusos en París o Berlín. Fue propiedad de distribuidores en Londres desde 1949. En 1953, el magnate suizo Dr. Maurice Sandoz compró el huevo del reloj. Desde 1958, la colección de Edouard y Maurice Sandoz, Lausana (Suiza), donde se conserva actualmente.
La colección de la Fundación Edward y Maurice Sandoz, además del reloj de huevo de joyería Yusúpov, incluía dos huevos imperiales de Pascua: el "Cisne" (1906) - con una sorpresa en forma de cisne mecánico y el "Pavo real" (1908) - con una sorpresa en forma de pavo real mecánico.